# Otočni lok
Otóčni lók je geotektonska struktura zemeljske skorje v obliki nedavnih ali izvirnih otokov ali otočnih verig. Nastali so v procesih tektonike plošč, ko se oceanska plošča podriva pod drugo ploščo. To je vrsta otokov, pogosto sestavljena iz verige vulkanov, poravnanih v loku, ki se nahajajo vzporedno in blizu meje med dvema tektonskima ploščama. Otočni loki so nestabilni sistemi in pričevanja intenzivnega magmatizma.
Večina teh otočnih lokov je nastala ko se je ena oceanska tektonska plošča podrinila pod drugo in v večini primerov, proizvedla magmo na globini nad zgornjo ploščo. Vendar to velja le za tiste otoške loke, ki so del skupine gorskih pasov, ki se imenujejo vulkanski loki, ki je izraz, ki se uporablja, če so vsi elementi loka v gorskem pasu sestavljeni iz vulkanov. Na primer, velik del Andov / Central ameriškega / kanadskega pogorja je znan kot vulkanski lok, vendar niso otoki (nahajajo se na in vzdolž celinskega območja) in zako niso razvrščeni kot otočni lok. Po drugi strani pa je Egejski ali Helenski lok v Sredozemlju, ki ga sestavljajo številni otoki, kot so Kreta, otočni lok, vendar niso vulkani. Vzporedno s tem je Južno Egejsko morje vulkanskilok, ki je vulkanski otočni lok istega tektonskega sistema.

## Klasifikacija
Obstaja nekaj razprave o uporabnosti razlikovanja med otočnimi loki in vulkanskimi loki. Izraz "vulkanski otočni lok" je zgolj sub-klasifikacija "otoškega loka". Otoške loke so tektonsko ustvarili lokasti gorski pasovi, ki so deloma pod morsko gladino. V bistvu predstavljajo posebne geografsko-topografske razmere, v katerih le gorski pas delno potopljen v ocean. Mnogi od njih so sestavljeni iz vulkanov in se zato lahko nadalje razvrščajo kot vulkanski otočni lok.

## Tektonske formacije
V subdukcijski coni se zaradi trenja med obema ploščama proizvede visoka temperatura, izguba hlapnih snovi iz subduirane plošče povzroči delno taljenje prekrivajočega plašča. Ta proces, ki se imenuje stanje taljenja, ustvarja nizko gostoto kalk-alkalne magme, ki se vzgonsko dviga in se iztisne skozi litosfero prekrivajoče plošče. Nastala vulkanska veriga ima obliko loka, vzporednega s konvergentno mejno ploščo in izbočena v smeri subducirane plošče. Ena od teorij obliko loka vidi kot posledico geometrije mečkanja sferične plošče vzdolž linije na sferični površini, a to lahko razložimo le iz širšega vidika oblike loka.
Na subducirani strani otoškega loka je globok in ozek oceanski jarek, ki je znak meje med potapljajočo in prevladujočo ploščo na površini Zemlje. Ta jarek ustvarja gravitacijsko privlačnost razmeroma goste subducirane plošče, ki vleče vodilni rob plošče navzdol. Na tej subdukcijski meji se pojavlja več potresov s potresnimi hipocenteri, ki se nahajajo na povečani globine pod otočnim lokom: ti potresi opredelijo  Wadati-Benioff cone.
Oceanske kotline se ob subdukciji znižajo in se imenujejo »ostanek oceanov", saj se bodo počasi skrčile in zdrobile v naslednji orogenezi. Ta proces se je že zgodil v geološki zgodovini Zemlje.

## Primeri
| Otočni lok                      | Država                 | Jarek                             | Oceanska kotlina ali robno morje                   | Tektonska plošča                          | Subdukcijska plošča                          |
| ------------------------------- | ---------------------- | --------------------------------- | -------------------------------------------------- | ----------------------------------------- | -------------------------------------------- |
| Aleuti                          | ZDA                    | Aleutski jarek                    | Beringovo morje                                    | Severnoameriška plošča                    | Pacifiška plošča                             |
| Kurili                          | Rusija                 | Kurilski jarek                    | Ohotsko morje                                      | Severnoameriška plošča                    | Pacifiška plošča                             |
| Japonsko otočje                 | Japonska               | Japonski jarek/jarek Nankai       | Japonsko morje                                     | Severnoameriška plošča, Evrazijska plošča | Pacifiška plošča, Filipinska plošča          |
| Otočje Rjukju                   | Japonska               | Rjukjujski jarek                  | Vzhodnokitajsko morje (Okinavski jarek)            | Evrazijska plošča                         | Filipinska plošča                            |
| Filipinsko otočje               | Filipini               | Filipinski jarek                  | Južnokitajsko morje, Celebeško morje               | Evrazijska plošča                         | Filipinska plošča                            |
| Sundski otoki                   | Indonezija             | Javanski jarek                    | Javansko morje, Floreško morje                     | Evrazijska plošča                         | Avstralska plošča                            |
| Andamanski in Nikobarski otoki  | Indija                 | Severni Javanski jarek            | Andamansko morje                                   | Evrazijska plošča                         | Avstralska plošča                            |
| Izujski otoki in Boninski otoki | Japonska               | Izujski jarek/Jarek Izu-Ogasavara |                                                    | Filipinska plošča                         | Pacifiška plošča                             |
| Marijansko otočje               | ZDA                    | Marijanski jarek                  |                                                    | Filipinska plošča                         | Pacifiška plošča                             |
| Bismarckovo otočje              | Papuanska Nova Gvineja | Novobritanski jarek               |                                                    | Pacifiška plošča                          | Avstralska plošča                            |
| Salomonovi otoki                | Salomonovi otoki       | Salomonov jarek                   |                                                    | Pacifiška plošča                          | Avstralska plošča                            |
| Novi Hebridi                    | Vanuatu                | Novohebridski jarek               |                                                    | Pacifiška plošča                          | Avstralska plošča                            |
| Tonga                           | Tonga                  | Tongovski jarek                   |                                                    | Avstralska plošča                         | Pacifiška plošča                             |
| Antili                          |                        | Portoriški jarek                  | Karibsko morje                                     | Karibska plošča                           | Severnoameriška plošča, Južnoameriška plošča |
| Južni Sandwichevi otoki         | Združeno kraljestvo    | Južnosandwiški jarek              | Škotsko morje na meji z južnim Atlantskim oceanom. | Škotska plošča                            | Južnoameriška plošča                         |
| Egejski otoki sli Helenski lok  | Grčija                 | Vzhodnomediteranski jarek         | Egejsko morje                                      | Egejska plošča ali Helenska plošča        | Afriška plošča                               |
| Južno egejski vulkanski lok     | Grčija                 | Vzhodnomediteranski jarek         | Egejsko morje                                      | Egejska plošča ali Helenska plošča        | Afriška plošča                               |

### Starodavni otočni loki
Otočni otoki, so bili velikanska veriga aktivnih vulkanskih otokov nekje v Tihem oceanu v obdobju krede, ki so bili na vrhu mikroplošče imenovane Otoška plošča, ki je nastala pred približno 130 milijoni let. Otočni otoki so bili obdani z dvema prazgodovinskima oceanoma, Pantalasa ocean na zahodu in ocena " Bridge River" na vzhodu. Pred približno 115 milijoni let so ti otoki trčili severnoameriško celino, se fiksirali na severnoameriški plošči in v času srednje krede zaprli "Bridge River" ocean. Velikost otokov je preprečila podrivanje pod severnoameriško ploščo. Namesto tega so otoki zmečkani in zdrobljeni vzdolž obale Severne Amerike postali del celine. Otoška plošča se je ustavila podrivati pod Severno Ameriko; cona podrivanja se je preselila v Farallonov jarek nadalje proti zahodu.  Skale, ki so sestavljale otoške otoke zdaj predstavljajo veliko geološko funkcijo vzdolž obale Severne Amerike znano kot Insular Belt..
Intermontanski otoki so bili velikanska veriga aktivnih vulkanskih otokov nekje v Tihem oceanu v času triasa, ki so začeli nastajali pred približno 245 milijoni let. Bili so do 1.300 km dolgi in stali na vrhu mikroplošče znane kot Intermontanska plošča. Pred zgodnjo juro so se otoki Intermontane in severzahodni Pacifik združili kot celina in se preselili na zahod, s tem da je Intermontanska plošča tonila pod severnoameriško ploščo. Pred približno 180 milijoni let v času srednje jure je zadnji del Intermontanske plošče potonil in otoki so trčili ob obalo Severne Amerike, ter ustvarili dele Britanske Kolumbije in Kanade. Intermontanski otoki so bili preveliki, da bi se potopili pod celino, zato so se nanjo prilepili in ustvarili Intermontanski pas. Geologi imenujejo ocean, ki je obstajala med Intermontanskimi otoki in Severno Ameriko ocean  "Slide Mountain ".